# Östsialia
Östsialia (Sialia sialis) är en välkänd amerikansk fågel i familjen trastar inom ordningen tättingar.

## Utseende
Östsialian är en liten (16,5–21 cm) och bjärt färgad trast. Hanen är likt västsialian blå på huvud och ovansida, medan undersidan är huvudsakligen roströd. Den skiljer sig genom vit buk, ej blå, rostrött på strupe och halssidor (västsialian är blå även där) samt helblå ovansida utan kastanjebrunt på skapularerna. Honan är en urblekt version av hanen, blåast på stjärt och vingar, med vitaktig strupe.

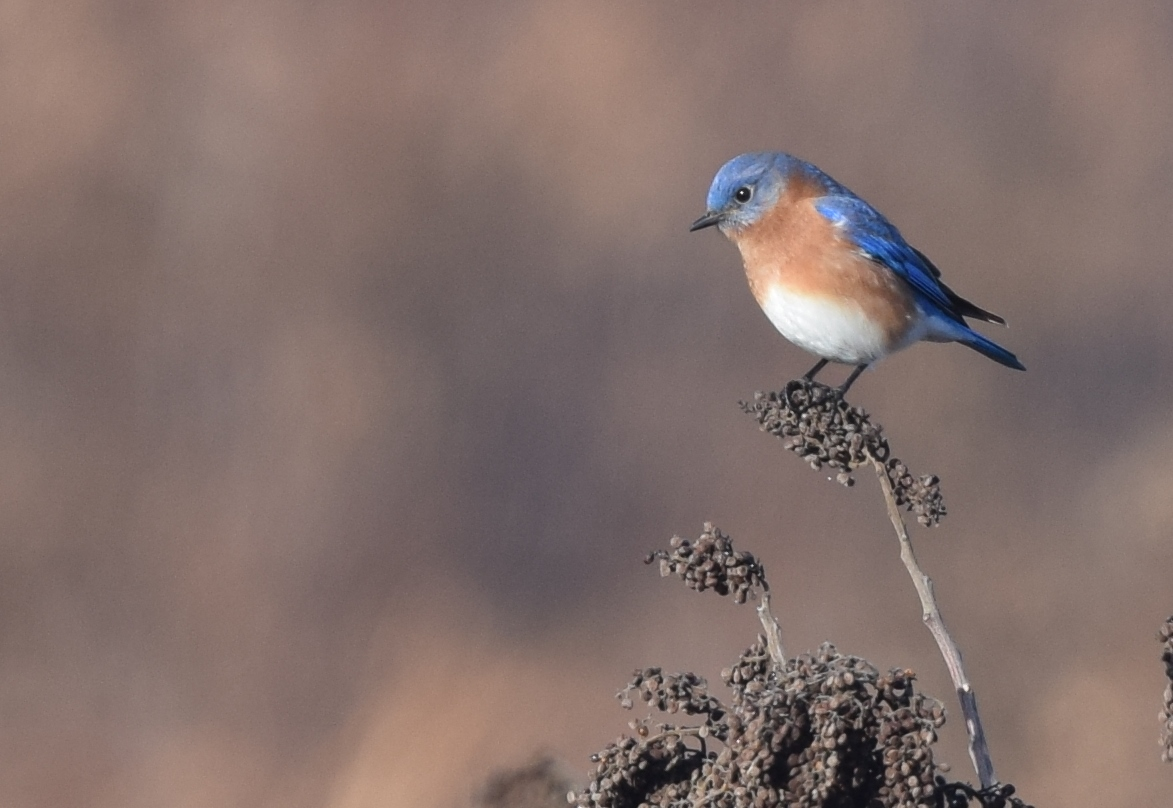
Hane.

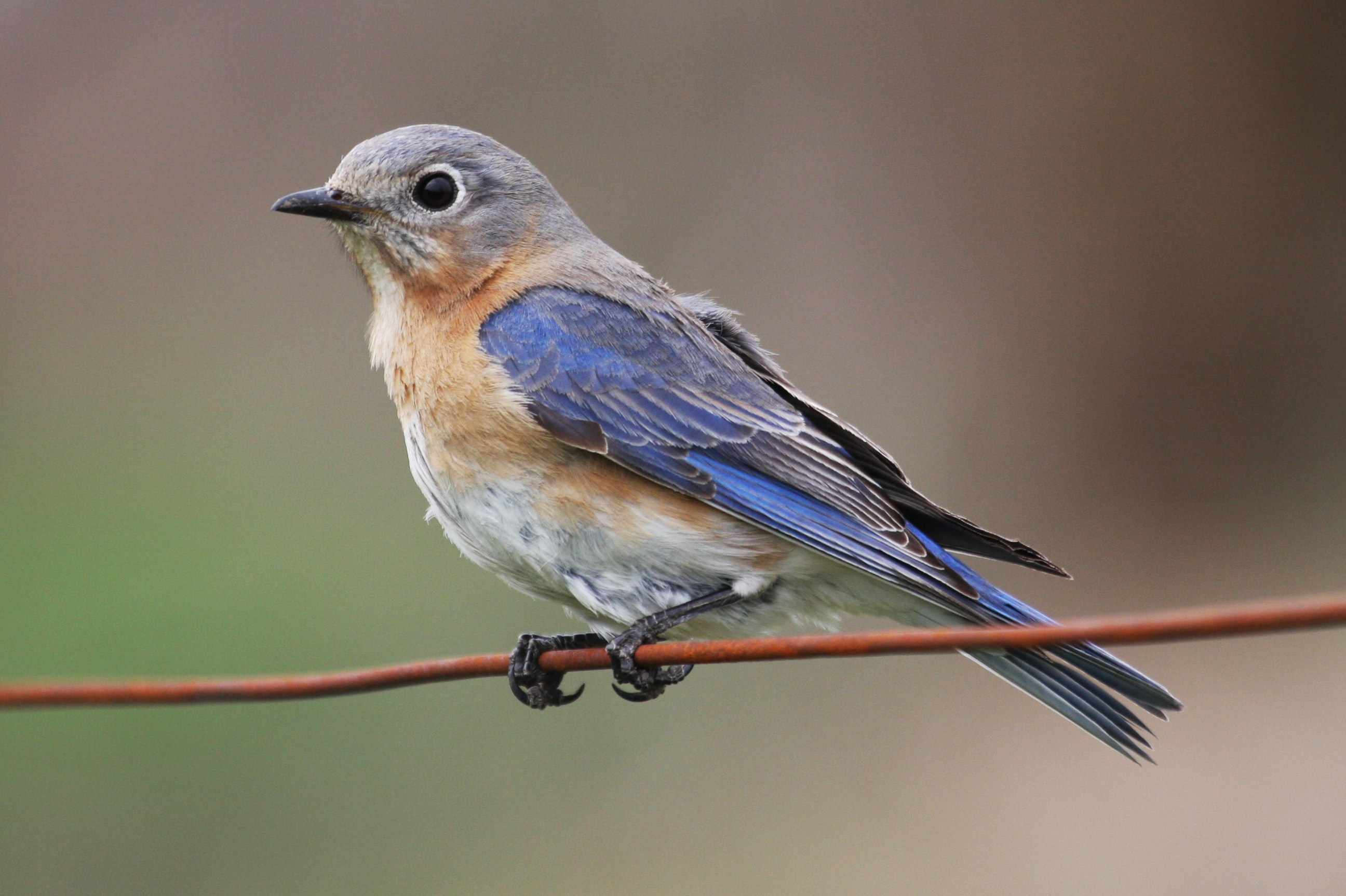
Hona.

## Utbredning och systematik
Östsialia delas in i två grupper med sammanlagt sex underarter, med följande utbredning:
- sialis-gruppen
  - Sialia sialis sialis (inklusive grata[5]) – häckar i östra Nordamerika, från södra Kanada till nordöstra Mexiko (södra Tamaulipas); övervintrar från östra USA till norra Mexiko, sällsynt till Kuba
  - Sialia sialis bermudensis – förekommer på Bermuda
- guatemalae-gruppen
  - Sialia sialis fulva – förekommer i bergstrakter från södra och centrala Arizona till södra Mexiko (Guerrero), övervintrar i Guatemala
  - Sialia sialis nidificans – förekommer i Mexiko (sydvästra Tamaulipas till centrala Veracruz)
  - Sialia sialis guatemalae – förekommer södra Mexiko (Chiapas) och Guatemala
  - Sialia sialis meridionalis – förekommer i norra El Salvador, centrala och västra Nicaragua och nordcentrala Nicaragua (fåglar i västra Belize är troligen denna underart)
  - Sialia sialis caribaea – förekommer i östra Honduras och nordöstra Nicaragua

## Levnadssätt
Östsialian hittas i öppna områden med träd, som fruktträdgårdar, parker och golfbanor. Den ses vanligtvis i små grupper med upp till 10 individer som rör sig från ett område till ett annat på jakt efter föda. Födan består av insekter och frukt som den plockar från marken eller vegetationen. Den häckar i holkar eller trädhål.

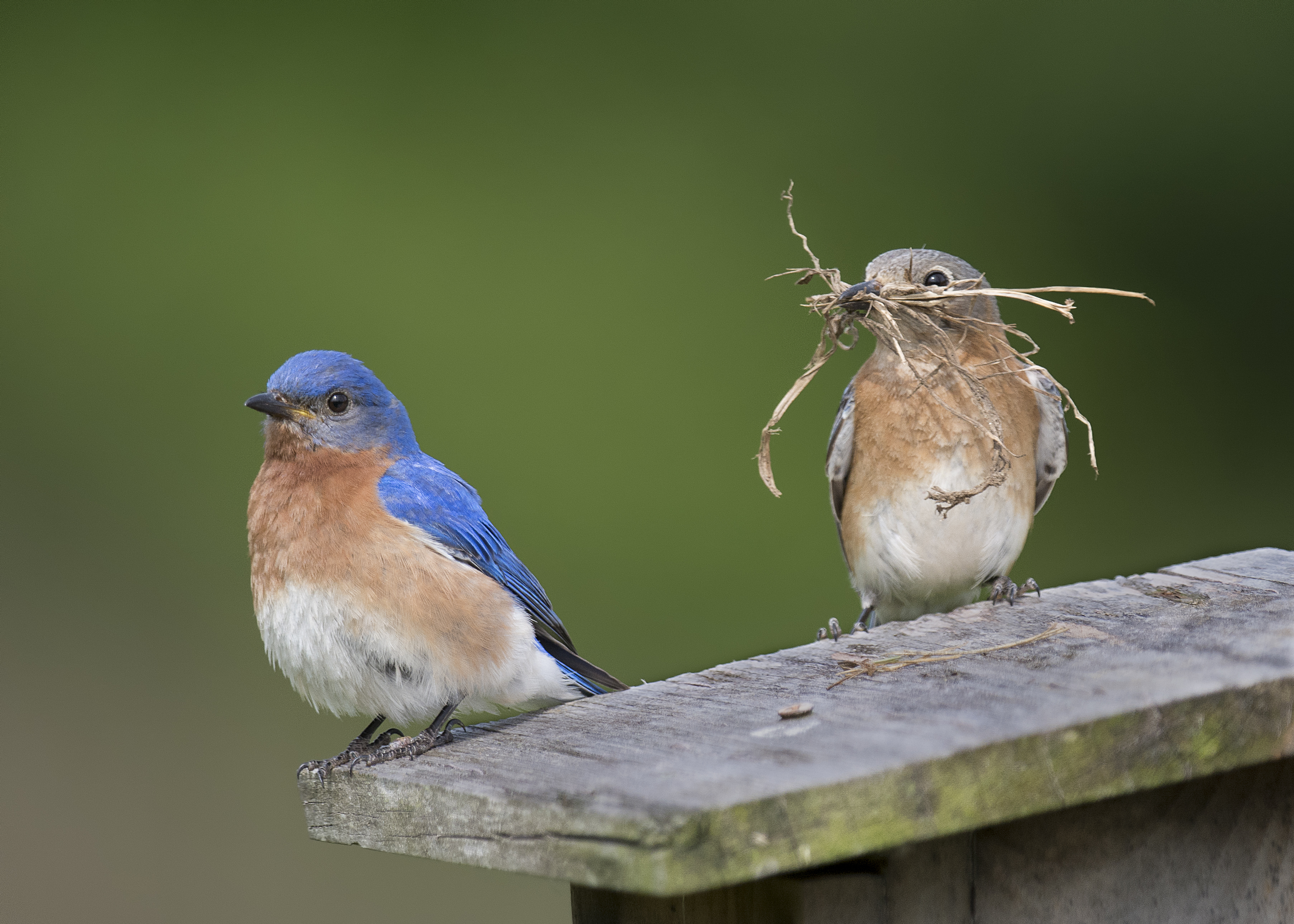
Ett par där honan har bomaterial i näbben.

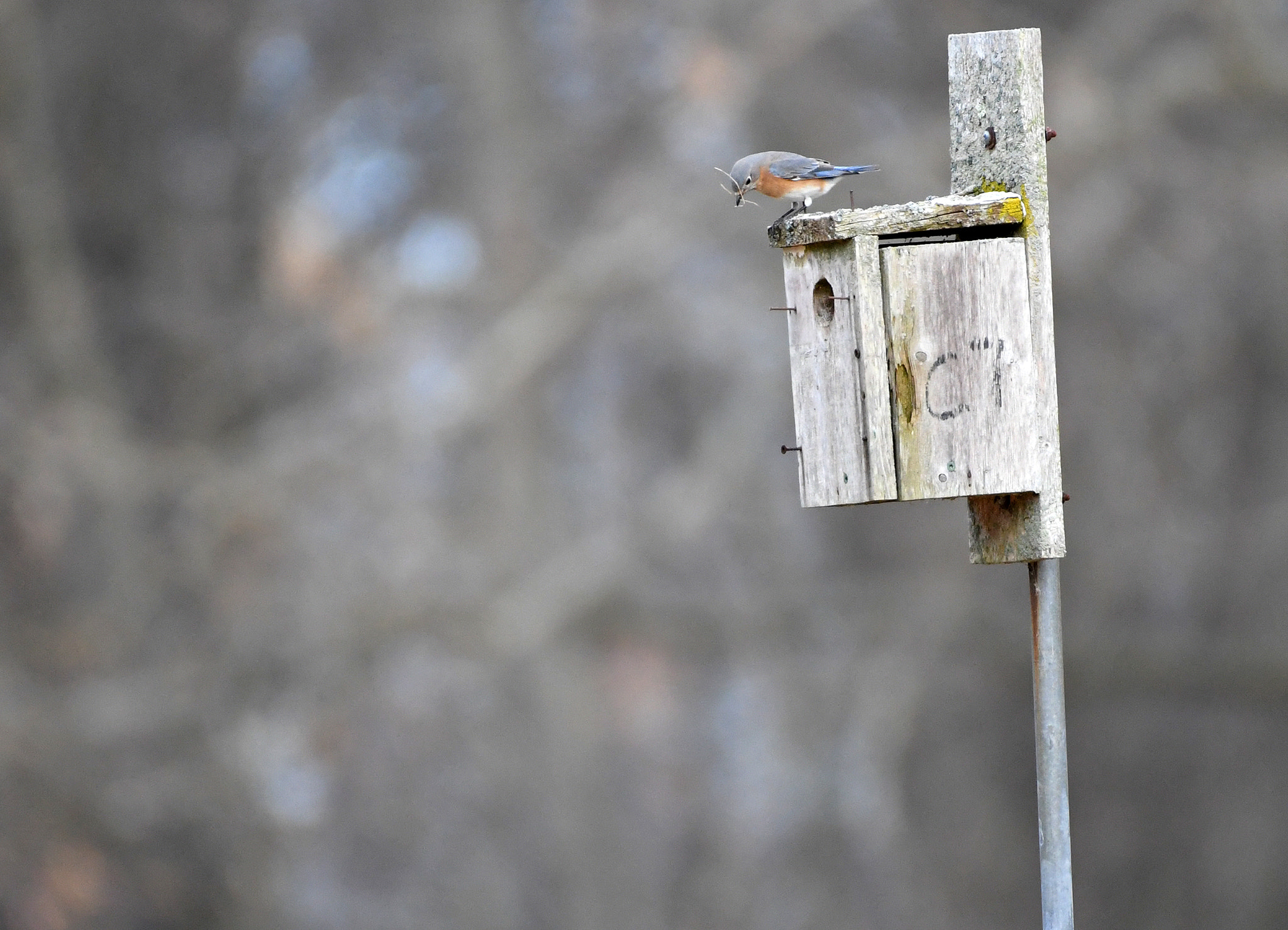
Hane ovanpå en sialiaholk.

## Status och hot
Arten har ett stort utbredningsområde och en stor population, och tros öka i antal. Utifrån dessa kriterier kategoriserar internationella naturvårdsunionen IUCN arten som livskraftig (LC).